# 미원초등학교 (충북)
미원초등학교는 대한민국 충청북도 청주시 상당구 미원면 미원리에 있는 공립 초등학교이다.

## 학교 연혁
- 1919년 6월 20일 미원공립보통학교(4년제) 설립인가
- 1924년 4월 1일 6년제로 개편
- 1938년 4월 1일 미원제2공립심상소학교로 개칭
- 1941년 4월 1일 미원공립국민학교로 개칭
- 1991년 3월 1일 운암분교장 통합
- 1993년 3월 1일 용곡분교장, 종암분교장 편입
- 1996년 3월 1일 산동분교장 통합, 기암분교장 편입
- 1996년 3월 1일 미원초등학교로 교명 개칭
- 1999년 9월 21일 농촌현대화 시범학교 신축교사 준공
- 2000년 3월 1일 용곡분교장, 기암분교장, 종암분교장 통합
- 2001년 3월 1일 금관분교장 편입
- 2012년 4월 20일 다목적교실(미원 육영당) 준공
- 2012년 10월 10일 테니스장 준공
- 2017년 2월 16일 제97회 졸업식(27명 졸업, 졸업생 총 수 7,631명)
- 2017년 3월 1일 본교 8학급(일반학급 6, 특수학급 2), 금관분교 4학급 편성
- 2017년 3월 1일 제29대 박준영 교장 부임
- 2018년 3월 19일 학교숲 조성공사
- 2019년 10월 19일 개교 100주년 기념행사 및 상징탑 제막
- 2020년 1월 31일 제100회 졸업식(23명 졸업, 졸업생 총수 7,696명)

## 학교 상징
- 교화 - 백목련 : 온화·순박·끈기를 상징함
- 교목 - 느티나무 : 자조·자립·협동을 상징으로 미래지향의 의지를 품은 미원학교 상징

## 참고 자료
- 미원초등학교 - 한국교육학술정보원 학교알리미